# Horváth Imre (költő)
Horváth Imre (Margitta, 1906. november 4. – Nagyvárad, 1993. április 11.)  erdélyi magyar költő.

## Életpályája
Apja, Horváth István gyógyszerész volt, anyja, Fráter Irén elszegényedett nemesi családból származott. Mint egyetlen gyermek a féltés és félelem, a magány légkörében nőtt fel, s noha később magánéletében és a társadalomban társakra talált, költői világára és életvitelére jellemző lett a gyermekkori élmény. 1914 májusában, miután az apa megvette a dési drogériát, átköltöztek a Szamos-parti városba. A költő első könyv- és színházi élményei kapcsolódnak ide; ötödik gimnazistaként kezd érdeklődni a költészet iránt, Reviczkyt, Vajdát, Arany Jánost olvassa, főként azonban Heine Álomképek című ciklusa hat rá. 1923 őszén Nagyváradra költözik a család, s ő a Gozsdu Líceum diákja lesz, 1925-ben teszi le az érettségit. Pár hónapig magántisztviselő egy cipőfűzőgyár irodájában, dolgozik az Economia banknál, a Barna-drogériában.
1927 szeptemberében belép a nagyváradi Estilap szerkesztőségébe, ám ez is keserű kenyeret jelent. 1928 nyarán leépítik, két évig állástalan. 1930-ban megismerkedik a szatmári Schneller Irénnel, odaköltöznek a lány szüleihez, ez idő alatt a Szatmári Újság, majd a Szamos munkatársa. Rövidesen visszatér Váradra, egyedül; 1931 júliusában az Estilapnál dolgozik, 1932 januárjától az Erdélyi Lapok próbaidős munkatársa. Költővé érése ennél a lapnál kezdődik: első versét itt adja közre Pakots Károly. Sikátorok című versét követően 1932–33-ban sűrűn jelen van a lap irodalmi mellékletében, sőt a Ki ez? első oldalra kerül.
Ezek a versek képviselik a Szigligeti Társaság kiadásában 1932-ben napvilágot látott Tíz tűz című antológiában, amely az Erdélyi Lapok köréhez tartozó szerzők (Árvay Árpád, Bélteky László, Bodnár Mária, Dévald László, Lőrinczy Lajos, Papp Lajos, Ruffy Péter, Sárközi Gerő, Sziklay Györgyike) verses és prózai munkáit foglalja magába. A költő verseiben ugyan még a dekadens hangulatok, világfájdalmas érzések uralkodnak, de már az Erdélyi Szemle, a Pásztortűz és a budapesti Új Idők is el-elfogadja őket. 1933 és 1937 között Aradon újságíróskodik, a Reggelnél töltött éveket gyakori versközlései mellett riportok, glosszák, recenziók jelzik. A lap megszűnése (1937. február 14.) után rövid ideig az Aradi Közlönynek dolgozik. Ebben az időben találkozik Diamandy Viktória nagyváradi írónővel, későbbi élettársával. 1938–39-ben a nagyváradi Magyar Lapoknak (az Erdélyi Lapok utódjának) alkalmazottja, ettől kezdve verseskönyvei eladásából él, nehéz körülmények közt.
Első kötetei, az Örvény felett (Arad 1934) és a Hangtalan beszéd (Arad 1936) utánérzésektől nehezen szabaduló vidéki poétát mutatnak; igényesebb kritikusai (Korvin Sándor és Méliusz József a Korunkban, Kiss Jenő és Szemlér Ferenc az Erdélyi Helikonban) nem lelkesednek ezért a hangért. Váradon erősödik Heine-élménye, ez döntő hatással van költői érzésére. A Nyugat vonulatából elsősorban Juhász Gyulával tart rokonságot, de nem vonhatja ki magát a Nagyon fáj József Attilájának hatása alól sem. Sokat köszönhet a baráti tanácsoknak is: Gáldi László (még dési iskolatársa), Szántó György, főképpen azonban a nagyváradi Korvin, Csehi Gyula és Arató András egyengetik útját. Így jut el a Korunkhoz is, 1937-ben Salamon Ernő küld el Horváth Imre-verseket Gaál Gábornak. A Helikonban 1939-től 1944-ig közöl rendszeresen. Ennek az időszaknak a kötetei: Adj, kertem, több virágot (Nagyvárad 1939), Elszánt kötelesség (Nagyvárad 1939), Zenei pillanat (Nagyvárad 1940), Vita nélkül (Nagyvárad 1941), Tavaszi ág (Nagyvárad 1942).
Már ifjúsága éveiben úgy látja, hogy a fény csak borzalmakra világít az emberlakta tájon. A magány, betegség, szomorúság, megalázottság elől a természetben és a szigorú költői formákban keres menedéket, így alakítja ki sajátos lírai hangját. Ha költészetében vannak is kivételek, mindmáig érvényes a Korvin Sándor adta jellemzés: négysorosokban gondolkodik. Tartalom és forma természetes egymásrautaltsága valósul meg négysoros (helyenként két-, hat- vagy nyolcsoros) verseiben. Nem a görög epigrammákkal, hanem a kínai és japán miniatűrökkel rokonok ezek a természetközeli, kép- és gondolatasszociációkat elindító, erkölcsi tanulságokat sugalló versek. A költő párhuzamokban, ellentétpárokban látja a világot, a látszat és a lényeg, a külvilág és a belső világ megfelelői az antinómiák, melyekre az esztétikai hatás épül. A konkrét költői kép és a filozofikus reflexió (jelzés) elkülönítése, a vers világos kettős tagolása feszültséget eredményez, ami az érzelmi-gondolati effektus hatásos eszköze (Megölt madár, Csóka a havon, Tavaszi ág, Emlékezés).
Költészete elismerésének a jele a Baumgarten-jutalom. Az 1940-es években lírája új csúcsokat hódít meg. Esetében a költői tehetség beérése a fasizmussal és a háborúval való szembefordulásban konkretizálódik, akárcsak Radnóti lírájában (Rémület, Nekik jobb, Féregsors, Horog, Péter-Pál, Az utolsó mohikán, Ha egyszer hangod támad). A külvilágból érkező fenyegetés és a költő betegsége, a megrongált idegek együtt alakítják költészetét, olyannyira, hogy amikor az előbbi szűnőben, mert a világháborúnak vége, ő még tovább írja a gyűlölet és pusztulás korából ihletődött, az embertelenségre nemet mondó verseit.
1946-ban születik A sárga ház, a kint és bent egyaránt megbillent egyensúlyú világot tizennégy remek lírai miniatűrbe foglaló ciklus; a gondolatiság szintjén emelkedő pillanatképeket készít a váradi idegosztályról, az egyes négysorosok szembeállításával ellentétpárokat alkotva a cikluson belül. A Vérrel és korommal (1947) múltidézése vezet át az új történelmi korszak nyíltan agitatív békeharcos verseihez, melyeknek hitelfedezetét, publicisztikai hangvételük ellenére, épp a korai 1940-es évek költészetének spontán antifasizmusában találjuk meg.
Ekkor már Jankovich Margit áll mellette élettársként, s ő a népi demokrácia vezető költője lesz. 1948-ban megírja Hősnél többek című, a munkásosztály hőseinek emléket állító ódáját, s ezzel a Magyar Népi Szövetség (MNSZ) országos pályázatán I. díjat nyer. Szerencsés ötvözete e vers a már kialakult költői formának és az új társadalmi-politikai igényekhez igazodó közéleti költészetnek; azonos felépítésű versszakaszokból, hatsorosokba sűrített ellentétpárokból alakítja ki a költő régi és új költői összegezését, a jól tagolhatóságában is egységes ódát. A népköztársaságot köszöntő Neked tiszteleg négy sora az aktuális politikai költészeten belül a költői tömörítésnek ugyancsak jó példája. Az Amit az idő parancsol (1949) és a Békét követel az élet (1951) című köteteiből azonban jó néhány ellenpélda is idézhető, a lírai fegyelem nemegyszer átadja helyét a publicisztikai felületességnek vagy a riportos bőbeszédűségnek. 1951-ben állami díjjal tüntetik ki, amit 1956-ban újabb kormánykitüntetések követnek. Válogatott versei 1954-ben magyarul és románul is megjelennek (fordítója, Ioanichie Olteanu a tolmácsolásokért később írószövetségi díjat kap). Verseinek újabb kiadása 1960-ban, majd jóval teljesebb válogatásban a Romániai Magyar Írók sorozatban 1965-ben olvasható.

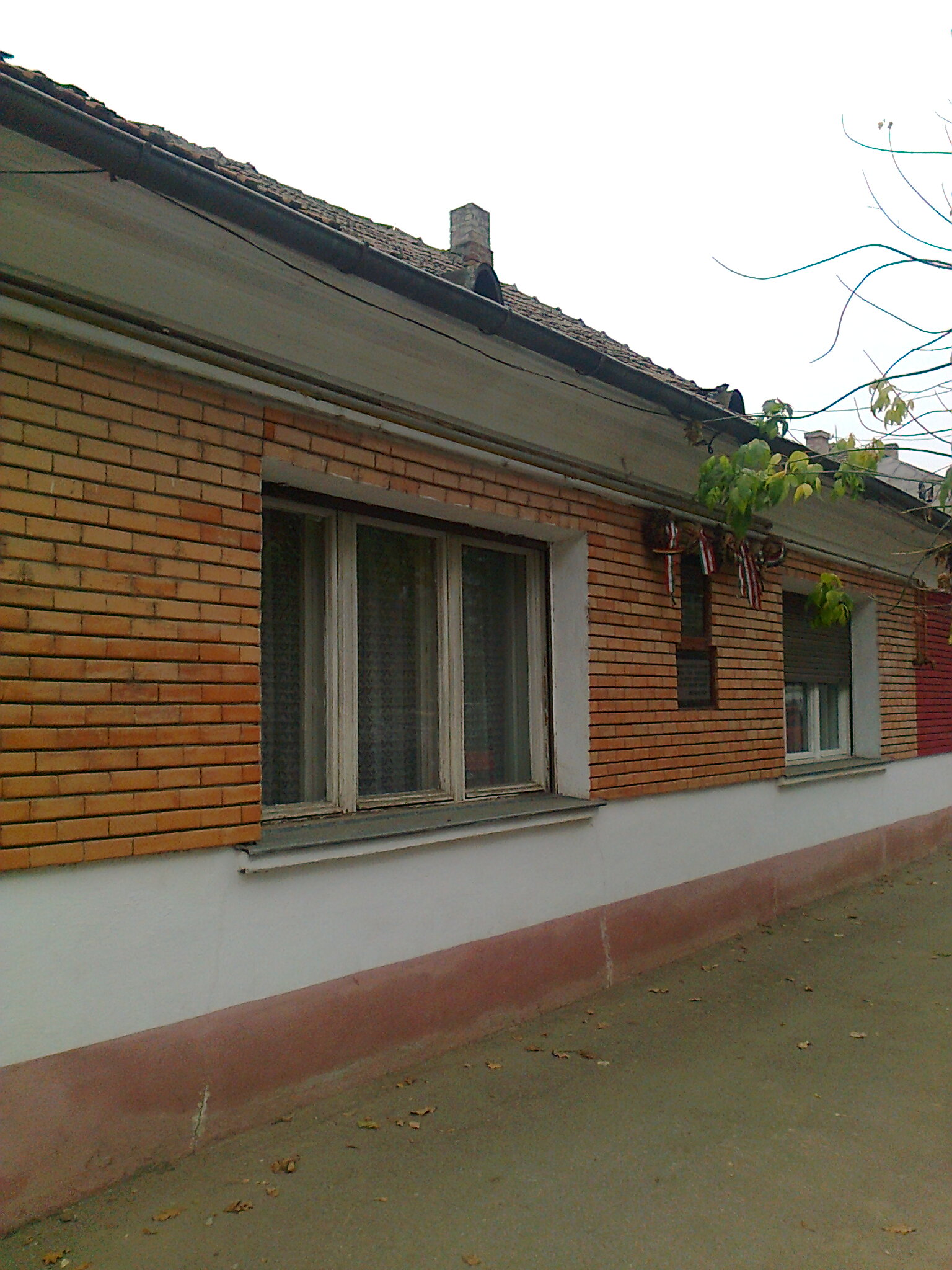
Szülőháza Margittán

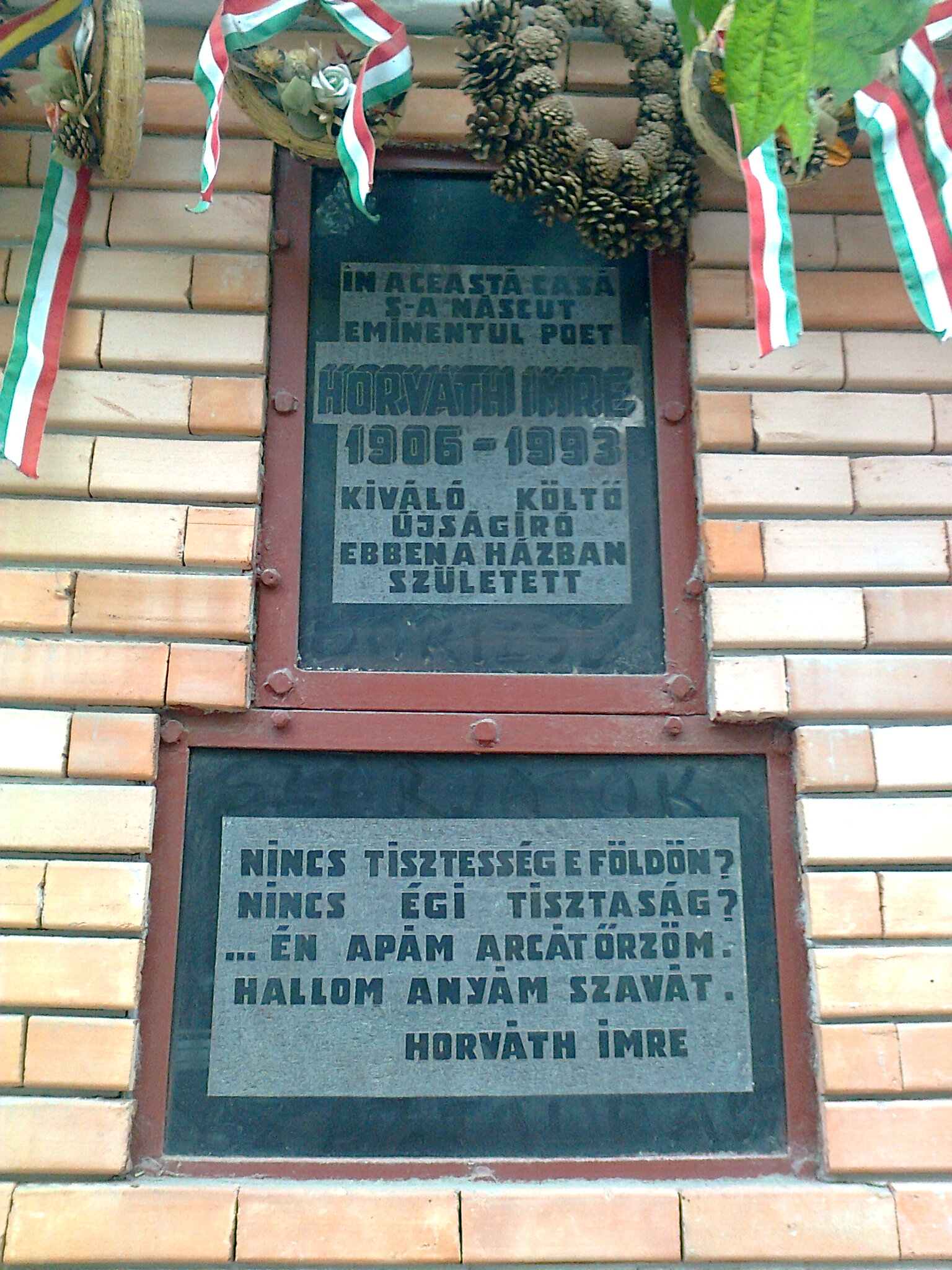
Emléktábla a szülőházon

Az 1960-as évektől egyre inkább visszatalál költészetének húsz évvel azelőtti hangjához. Politikum és a kínzó erkölcsi kérdések felvetése nem válik el egymástól, az ismétlődő számonkérés közelre és távolra egyaránt mutat, az egész emberiséget érinti – egy sokat megért élet tapasztalatainak fényében és árnyékában. Ezeknek a tapasztalatoknak a gondolati általánosítására tesz kísérletet aforizmáiban. (Nyomtatásban megjelent aforizmáit Szabó Barnabás grafikus illusztrálta.) Eredetileg gyermekeknek szánt Szertelen ábécé című kis kötete (1970) ugyanebben a szellemben fogant, több játékossággal. Más gyermekköteteiben a nevelő szándék a szembeszökő.
Verseiből Banner Zoltán állított össze önálló előadóestet, ezen Terényi Ede megzenésítésében verseire szerzett dalok is szerepeltek. Ha egyszer hangod támad címmel Electrecord-lemezre vették verseit a szerző és Banner Zoltán előadásában (1977).
Portréját Cs. Erdős Tibor festette meg.

## Egyéb művei
- Száll a gépünk (1954)
- A legnagyobb madár (1955)
- Csupa titok (1957)
- Köztetek élek (1958)
- Hősök hitével (válogatott versek, Csehi Gyula utószavával, 1960)
- Horváth Imre legszebb versei (1963)
- Őszi remény (1964)
- Versek (Kántor Lajos tanulmányával, 1965)
- Szürke szivárvány (1967)
- Túl a számokon (1968)
- Háromszázharminchárom aforizma (1969)
- Szertelen ábécé (1970, 1976)
- Janus-arcú órák (1971)
- Árnyékváltás (1973)
- Virágok mestersége (1976)
- Felhők számadója (1978)
- Együtt a tükörben (1979)
- Betűkre bízom (Tanulók Könyvtára, 1982)
- Kiváncsiak cinkosa. Aforizmák; összeáll. Horváth Imre; Kriterion, Bukarest, 1982
- Ha a Múzsa táncra kérne... Élmények és reflexiók; Kriterion, Bukarest, 1984
- Megrövidült végtelen. Versek; Kriterion, Bukarest, 1987
- Gyónásom. Horváth Imrével beszélget Fábián Imre; Literatus, Nagyvárad, 1992
- Szavak trónusa; szerk. Réz Pál; Héttorony, Bp., 1993
- Aki vagyok. Költői hagyaték; szerk., szöveggond. Fábián Imre; Literator, Nagyvárad, 1996
- Isten is sír. Költői hagyaték; szerk. Fábián Imre; Literátor, Nagyvárad, 1999
- Alkony Várad felett. Válogatott versek; vál., előszó Balázs Imre József; Noran, Bp., 2002 (Várad, villanyváros)
- Választóvonal; utószó Balázs Imre József, szöveggond. Tavaszi Hajnal; Nagyváradi Ady Társaság, Nagyvárad, 2003 (NAT könyvek)
- A sárga ház; ill. Jakobovits Miklós; bőv. kiad.; Europrint, Nagyvárad, 2013

## További irodalom
- Gáldi László: Költői nyelvünk legújabb gazdagodása. Magyar Nyelvőr, Budapest 1956/3.
- Balogh Dezső: Horváth Imre költői szókészlete. NyIrK 1966/2.
- Indig Ottó: Csak egy igaz versért élek. Horváth Imre költészetéről. Kismonográfia. Kolozsvár, 1981
- Balázs Imre József: Horváth Imre. In: BIJ: Mint egy úszó színház. Csíkszereda, 2005, 29-37.

## Külső hivatkozások
- Versei a Magyar Elektronikus Könyvtárban
- A magyar irodalom története